# Aquitániai Eleonóra angol királyné
Aquitániai Eleonóra (franciául: Aliénor d’Aquitaine, angolul: Eleanor of Aquitaine; Poitiers, Poitou grófság, 1122 körül – Poitiers, Angevin Birodalom, 1204. április 1.), a Ramnulfid-házból való Aquitania és Gascogne hercegnője, Poitou grófnője, VII. Lajossal kötött első házassága révén Franciaország királynéja 1137-től 1152-es válásáig, majd II. Henrikkel lévő második házasságával angol királyné 1154-től hitvese 1189-es haláláig.
Eleonóra a késő középkor egyik leggazdagabb és legbefolyásosabb nőalakja, azon kevés nők egyike, akinek a 12. században jelentős szerepe volt kora kulturális és politikai életében. A határozott elvekkel rendelkező, művelt és igényes királyné autonóm személyiségként viselkedett, még szentföldi zarándoklaton is részt vett. Második házasságából két későbbi angol uralkodó, I. Richárd és Földnélküli János is származtak.

## Élete

### Származása és gyermekkora

Aquitánia hercegségének címere

Apja, X. Vilmos, Aquitania hercege, valamint Poitou és Saintogne grófja, Nyugat-Európa egyik leghatalmasabb és leggazdagabb nagyura volt. Anyja Aenor de Châtellerault, I. Aimeric, Chatellerault grófjának és Amauberge "Dangereuse" lánya, utóbbi IX. Vilmos aquitániai herceg szeretője volt. Eleonóra szüleinek házasságát IX. Vilmos és szeretője, Amauberge szervezte meg. Eleonóra a nevét anyja után kapta, eredeti alakja  Aliénor, amely a latin alia Aenor elferdített változata a Franciaország északi részén beszélt gallo-román nyelven. A név, amelynek jelentése a másik Aenor, a franciában Eléanor, angolul Eleanor lett.
Eleonóra kora egyik legkifinomultabb nemesi udvarában nevelkedett, ahol IX. Trubadúr Vilmos herceg ösztönzésére megszületett a lovagregények és a trubadúrok hagyománya. Eleonóra kora egyik legjobb oktatásában részesült. Anyanyelve, a poitevin mellett megtanult latinul, irodalmi és zenei képzést kapott és járatos volt a lovaglás, íjászat, solymászat és vadászat tudományában is. A korabeli beszámolók szerint élénk, intelligens és erős akaratú személyiség volt, kora egyik legszebb nője (bár külsejéről semmilyen leírás nem maradt fenn). A korabeli szépségideál szőke hajú és kék szemű nőket részesített előnyben, de elképzelhető, hogy Eleonóra örökölte nagyapja és apja barna szemét és vörös haját.
1130-ban, amikor Eleonóra nyolcéves volt, a talmonti kastélyban meghalt négy évvel fiatalabb öccse, William Aigret. Ezzel Eleonóra lett az örököse a legnagyobb és leggazdagabb francia tartománynak: Aquitania és Poitou együttesen majdnem a mai Franciaország területének egyharmadát elfoglalták. Eleonórának csak egy törvényes testvére volt, Aelith, akit csak Petronillának hívtak, illetve két féltestvére, William és Joscelin. Utóbbiakat apja elismerte fiainak, de kizárta őket az öröklésből.

### Öröklése és házassága VII. Lajossal
1137-ben Vilmos herceg és családja Poitiers-ből Bordeaux-ba utazott, majd Bordeaux-ban a két lányt Vilmost a bordeauxi érsekre, egyik leghűségesebb követőjére bízta. Onnan Vilmos zarándoklatra indult Santiago de Compostelába, a Szent Jakab-emlékhelyhez. 1137. április 9-én, nagypénteken, rosszul lett (feltehetően ételmérgezés következtében) és elhunyt, miután mindenét Eleonórára hagyta.
Eleonóra 15 éves korára Aquitánia hercegnője, valamint Poitou, Saintonge, Angoûmois, Limousin, Auvergne, Bordeaux és Agen grófnője lett, Nyugat-Európa egyik leggazdagabb hajadonja. Mivel abban az időben a házaskorú hajadonok elrablása és házasságra kényszerítése gyakori volt, Vilmos halálos ágyán VI. Lajos francia királyt nevezte ki a lány gyámjának és arra kérte, hogy találjon megfelelő férjet lánya számára. Amíg ezt a férjet meg nem találták, a király rendelkezhetett Eleonóra öröksége felett is.
VI. (Kövér) Lajos szintén halálos beteg volt (vérhasban szenvedett), de kövérsége és betegsége ellenére is megőrizte hidegvérét, amikor jelentették neki a herceg halálát. Saját és királysága érdekeit szem előtt tartva elhatározta, hogy fiát, Lajost (1120 - Párizs, Palais Royal de la Cité, 1180. szeptember 18.) adja Eleonórához és ezzel a francia korona birtokaihoz csatolja Aquitániát. Órákon belül Lajos megszervezte az esküvőt, amelynek részleteivel Suger apátot, a párizsi Notre Dame apátság vezetőjét és a király egyik legfőbb tanácsadóját bízta meg. Lajos herceget Bordeaux-ba küldték 500 nemes lovag, Suger apát, II. Theobald champagne-i és Raoul vermandois-i gróf kíséretében.
Lajos július 11-én érkezett Bordeaux-ba és 22-én Geoffrey de Lauroux, a város érseke, összeadta Eleonórával a Szent András-katedrálisban. Lajos király várakozásaival ellentétben azonban a házasságnak egy feltétele volt: Aquitánia és a francia királyi birtokok külön maradnak és Eleonóra legidősebb fia mind a francia királyi, mind az aquitániai hercegi címet viselni fogja, azaz férje nem gyakorolhatott hatalmat felette. Házassági ajándékként Eleonóra egy hegyikristály vázát adott férjének, amely ma is látható a Louvre-ban. 1137. augusztus 8-án az ifjú párt Bordeaux-ban Aquitánia hercegévé és hercegnőjévé koronázták, majd Párizsba indultak, ahol Franciaország királyává és királynéjává koronázták őket (Lajos apja augusztus 1-jén halt meg).
A párizsi király udvarban nem szívesen látták Eleonórát, akaratossága és viselkedése ellenérzéseket váltott ki Lajos anyjában, Adélaide de Maurienne anyakirálynéban. Az udvarban még élénken élt II. Róbert francia király provance-i feleségének, Constance-nak emléke, aki botrányos ruháiról és trágár beszédéről vált híressé. Eleonóra viselkedését több alkalommal kritizálta Clairvaux-i Bernát és Suger apát, aki viselkedését ízléstelennek, de mindenesetre a korabeli női viselkedés szabályaival össze nem egyeztethetőnek tartották. A király viszont fülig szerelmes volt szépséges és magabiztos feleségébe, és minden kívánságát teljesítette, óriási összegeket költött a komor párizsi Palais Royal de la Cité diszítésére.

### Konfliktus a pápával
Az eredetileg egyházi pályára szánt, szerzetesi sorsról ábrándozó, aszketikus életvitelű Lajos hamarosan összeütközésbe került II. Ince pápával Bourges érseksége miatt. 1141-ben megüresedett a szék, és Lajos, a korabeli főnemesi szokásnak megfelelően saját jelöltjét, egy bizonyos Cadurc-ot akarta az érseki székbe ültetni és megvétózta a másik jelöltet, Pierre de la Chatre-t. Pierre-t azonban a bourgesi kanonokok hamarosan megválasztották és Innocent beiktatta székébe, mire Lajos elrendelte, hogy Bourges kapuit zárják be Pierre előtt. Innocent, aki korábban már összeütközésbe került X. Vilmossal a poitou-i püspöki kinevezésekkel kapcsolatban, Eleonórát vádolta azzal, hogy felbújtotta Lajost, aki véleménye szerint „még csak gyerek és jó modorra kellene tanítani”. A feldühödött Lajos a szentek ereklyéire megesküdött, hogy amíg él, nem engedi be Pierre-t Bourges városába, mire a pápa zárlat alá helyezte a királyi birtokokat (vagyis a papok semmilyen szentséget nem szolgáltattak ki és nem tartottak misét). Pierre-t II. Theobald champagne-i gróf fogadta be.
Lajos ezután háborút indított Theobald ellen, aki megtámadta Lajos unokatestvérét, I. Raoul vermandois-i grófot is. Raoul eltaszította korábbi feleségét, Leonórát, Theobald unokahúgát,  és feleségül vette Petronillát, Eleonóra húgát. Eleonóra természetesen arra biztatta Lajost, hogy támogassa sógorát, de Lajost az is motiválta, hogy Theobald a pápa mellett, a király ellen foglalt állást a bourgesi vitában. Az 1142–44 között vívott háború során a királyi hadak elfoglalták Champagne grófságát, és Lajos személyesen vett részt Vitry város ostromában és elfoglalásában, ahol egy felgyújtott templomban majdnem 1300 menekült lelte halálát.
A mélyen vallásos Lajost annyira megrázták az események, hogy béketárgyalásokat kezdeményezett Theobalddal, a pápai tilalom feloldásáért cserébe. Ez be is következett, és a grófot visszaállították tisztségébe, de a tilalom ismét érvénybe lépett, amikor Raoul megtagadta, hogy elváljon Petronillától és visszafogadja előző feleségét, Leonórát (akitől az egyház szabályai szerint még nem vált el és ezért bigámiát követett el). Lajos erre visszatért Champagne grófságba és még egyszer feldúlta azt.
1144 júniusában a király és a királyné meglátogatták a Saint Denis katedrálist, ahol Eleonóra találkozott Clairvaux-i Szent Bernáttal és azt követelte, hogy érje el a pápánál Petronilla és Raoul kiközösítésének visszavonását. Ennek fejében a király visszahelyezné Theobaldot és elfogadná Pierre de la Chatre kinevezését Bourges érseki székébe. Bernát, akit felháborított a királyné viselkedése, megfeddte Eleonórát, amiért az beleavatkozik az állami ügyekbe és nem tanúsít bűnbánatot. Eleonóra könnyekre fakadt és azt válaszolta, hogy viselkedésének keserűsége az oka, mivel már hosszú ideje nem született gyermeke. Bernát ekkor kedvesen azt válaszolta, hogy békítse ki a királyt az egyházzal, igyekezze befolyását jobb dolgokra használni és akkor majd közbenjár az Úrnál.
Heteken belül helyreállt a béke Franciaországban, Theobald visszakapta Champagne-t, Pierre-t beiktatták az érseki székbe és 1145-ben Eleonóra életet adott első gyermekének, Máriának. Lajos azonban továbbra is gyötörte a bűntudat a Vitry-le-Brûlé-ben elkövetett mészárlás miatt, és tudta, hogy bűneit csak egy szentföldi zarándoklattal tudja megváltani. Szerencséjére 1145 augusztusában Ince utóda, III. Jenő pápa keresztes hadjáratot hirdetett a szentföldi keresztes államok megsegítésére, és Lajost kérte fel a hadjárat vezetésére. Lajos Bourges-ben 1145 karácsony napján hirdette meg a keresztes hadjáratot.

### Keresztes hadjáraton

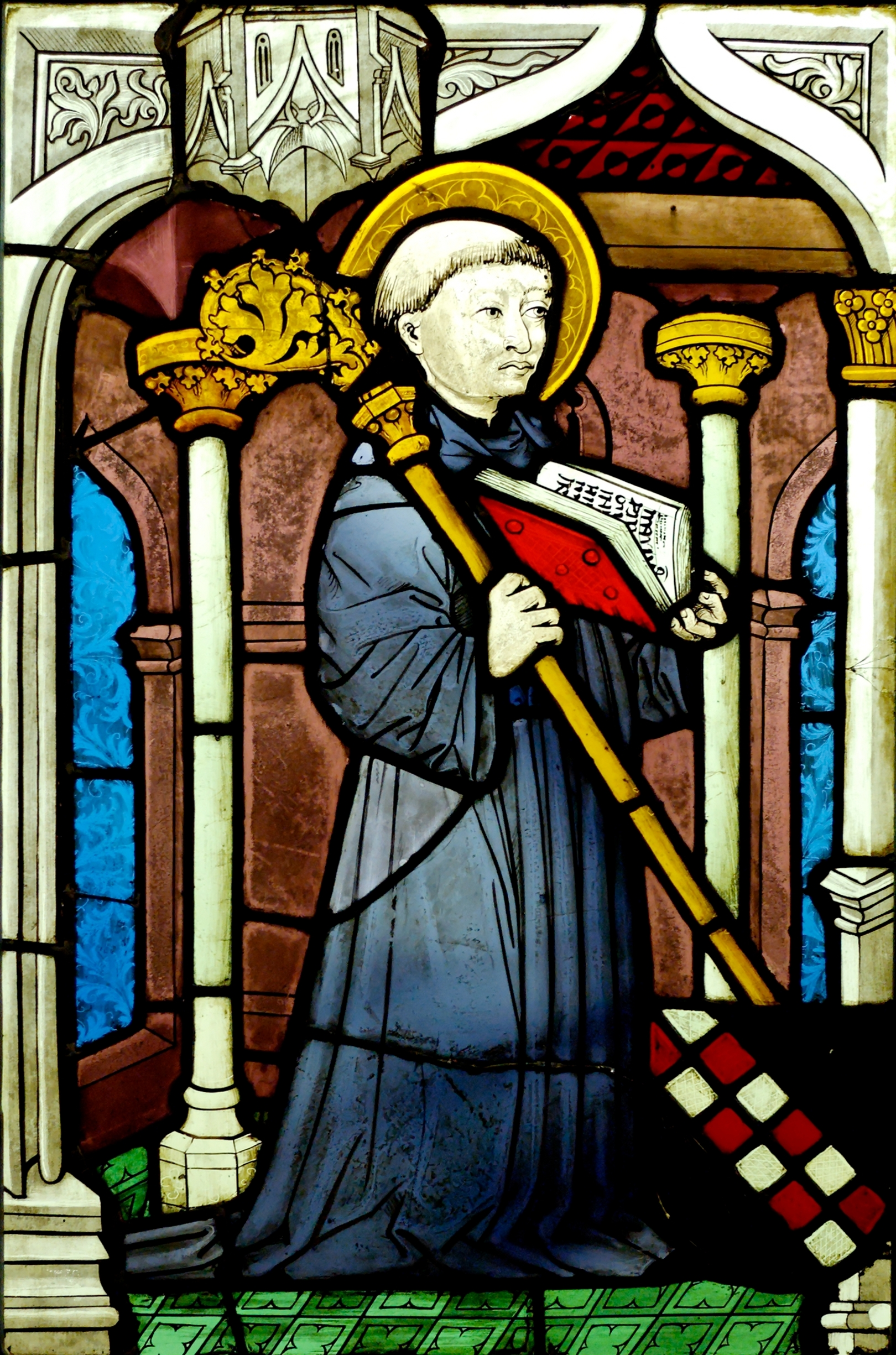
Szt. Bernát

A keresztesek toborzását Bernátra bízták, aki 1146 húsvétján Vézelay-ban tartott gyújtó hangú, lendületes beszéde útján meg is kezdte azt. Eleonóra, mint Aquitánia feudális hűbérura, udvarhölgyeivel és 300 lovagjával tervezett részt venni a hadjáratban. Bár feltehetően nem igaz, hogy ő és kísérői amazonoknak öltöztek, de Eleonóra is Vézelay-ban, Mária Magdolna feltételezett nyughelyén indította útra seregét, talán ezzel is hangsúlyozva a nők szerepét ebben a hadjáratban.
A keresztes hadjárat azonban nem ért el sikereket, részben mivel Lajos gyenge, könnyen befolyásolható vezető volt, aki nem tudta katonái harci szellemét fenntartani, vagy éppen megfelelő taktikai vagy stratégiai döntéseket hozni. Kelet-Európában és a Balkánon I. Manuél bizánci császár seregei akadályozták a franciák haladását, mivel féltették a Bizánci Birodalom biztonságát. Ugyanakkor Konstantinápolyban Lajost ünnepelték és Eleonórát csodálták, egyenesen Pentheszileához, az amazonok királynőjéhez hasonlították. Arannyal szegélyezett köpenye miatt a görögök a chrysopous (aranylábú) nevet adták neki.
A dolgok akkor kezdtek rosszabbra fordulni, amikor a franciák elérték Kis-Ázsiát. A bizánci császár azt mondta Lajosnak, hogy a német keresztes had, III. Konrád német-római császár vezetésével nagy győzelmet aratott – a valóságban a szeldzsuk törökök fővárosa, Iconium felé tartó sereget szinte teljesen lemészárolták. Nicea közelében a német sereg maradéka, a beteg Konráddal együtt, bevánszorgott a francia táborba és csatlakozott Lajos seregéhez. A keresztesek továbbindultak, Antiochia fejedelemsége felé tartottak és közben egyszer megütköztek a törökökkel: a kis létszámú különítményt a francia lovagok könnyűszerrel lemészárolták.

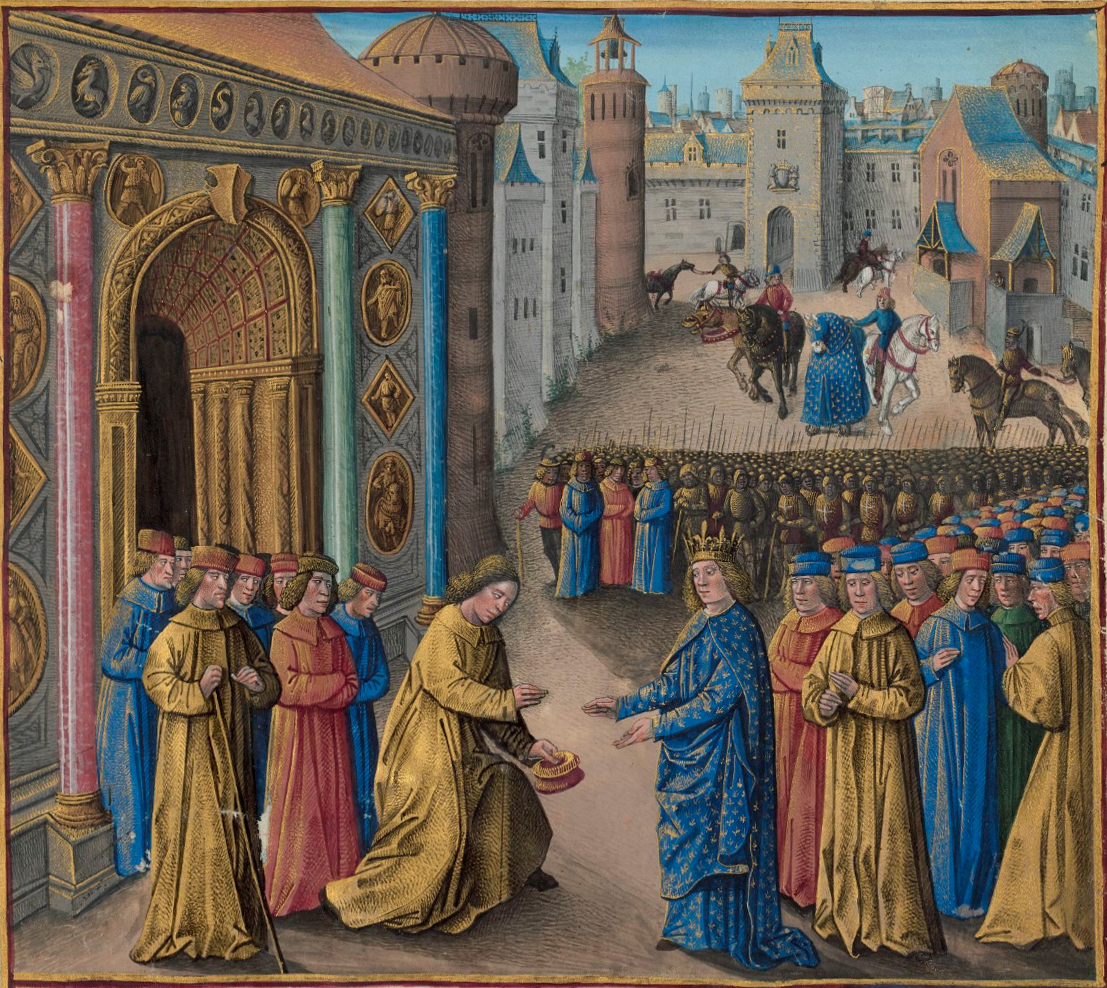
Rajmund üdvözli Lajost Antiochiában

Lajos ekkor úgy határozott, hogy átkel a hegyeken, hogy hamarabb érje el Antiochiát, és ekkor találkoztak a korábban itt lemészárolt német sereg temetetlenül maradt katonáinak maradványaival.
A Kadmosz hegyen való átkelés napján Lajos úgy határozott, hogy az utóvéddel tart, ahol a fegyvertelen zarándokok és a csomagok is utaztak. Az elővédet, ahol a királynő utazott, Eleonóra egyik hűbérese, Geoffrey de Rancon vezette és mivel nem hátráltatták haladását, igen hamar elérte a Kadmosz hágójának tetejét. Lajos arra utasította Rancon-t, hogy itt üssön tábort éjszakára, de Rancon tovább menetelt, mivel Maurienne grófjának (Lajos nagybátyjának) beleegyezésével a szomszédos fennsíkot jobbnak tartotta. A király utasításainak semmibe vétele a történetírók szerint mindennapos volt a francia seregben.
A délután közepére az elővéd, amely már a másik hegyre tartott, és a hátvéd, amely abban a hiszemben volt, hogy hamarosan végetér a napi menet, két részre szakadt és ekkor a törökök, amelyek folyamatosan kísérték a keresztes menetet, az alkalom kihasználása mellett döntöttek. A török sereg elfoglalta a hegytetőt, ahol Ranconnak kellett volna tábort ütni és elválasztotta egymástól a sereg két felét. A nagyrészt fegyvertelen és kedvezőtlen pozícióban harcoló utóvédnek esélye sem volt a törökökkel szemben és szinte mindenkit lemészároltak. Rengeteg zarándokot, lovat és felszerelés vetettek a szakadékba a törökök és a király is csak úgy menekült meg, hogy a szakadék oldalában nőtt fák gyökerébe kapaszkodott. Ironikus módon éppen az mentette meg életét, amiért a legjobban bírálták, vagyis hogy egy egyszerű katona tunikáját viselte a rangjának megfelelő díszes páncélzat helyett. Kísérete nem volt ennyire szerencsés és a törökök halomra mészárolták őket, koponyájukat betörték és végtagjaikat levágták.
A katasztrófa bűnbakjának hamarosan kikiáltották Rancont, aki valóban azt a döntést hozta, hogy az elővéd folytassa a menetet. Azonban a királyné hűbérese volt és beleegyezése nélkül aligha hozhatott ilyen döntést – ezért igen gyorsan elterjedt, hogy a mészárlás Eleonóra hibája, akinek ráadásul rengeteg poggyásza volt, ami lelassította a sereg menetelését. Hírnevét tovább tépázta, hogy állítólag viszonyt folytatott nagybátyjával, Rajmunddal, aki már gyerekkora óta ismerte Eleonórát, és meglehetősen bizalmas viszonyban voltak.
Az amúgy katasztrofális kimenetelű hadjárat egyik eredménye volt, hogy Eleonóra megismerkedett a Földközi-tenger keleti medencéjében honos tengerészeti szabályokkal és egyezményekkel, amik a későbbi tengerjogi szabályok alapjai lettek. Visszatérése után ezeket bevezette mind Aquitániában, mind Angliában és nagy szerepe volt abban is, hogy Nyugat-Európa élénk kereskedelmi kapcsolatot épített ki Konstantinápollyal és a keresztesek fontosabb kikötőivel.

### A házasság felbontása
Már a keresztes hadjárat előtt Lajos és Eleonóra elhidegült egymástól. A helyzet csak tovább romlott, amikor a sereg végre elérte Antiochiát, ahol Eleonóra nagybátyja, Poitiers-i Rajmund volt a fejedelem, miután feleségül vette az előző fejedelem lányát, Konstanciát. Eleonóra természetesen támogatta Rajmundot abban, hogy visszaszerezzék a szomszédos Edesszai Grófságot (a hadjárat hivatalos célpontját). Eleonóra még fiatalkorából ismerte Rajmundot és meglehetősen közel kerültek egymáshoz, utóbbi ráadásul hasonlított is apjához és nagyapjához. A manapság csak családi köteléknek értelmezhető viszonyt a korabeliek házasságtörő és vérfertőző viszonyként látták. Lajos minden áron tovább akart vonulni és egyházi sugallatra Jeruzsálem felé vette az irány. Eleonóra viszont kijelentette, hogy marad, és aquitániai lovagjaival támogatja Edessza visszafoglalását, mire Lajos erőszakkal kényszerítette arra, hogy vele tartson. Lajos hosszú menetelése Jeruzsálembe, majd vissza északra, Damaszkusz falai alá (amelyet feltehetően a német lovagok sugallatára akartak elfoglalni) és Eleonóra fogsága, valamint a hadjárat vezetői között feszülő személyes ellentétek annyira aláásták a keresztesek harci szellemét, hogy az ostrom kudarcba fulladt. Lajos és Eleonóra visszatértek Jeruzsálembe, hajóra szálltak és Franciaországba indultak.
A visszatérés azonban nem volt ennyire egyszerű. A királyi párt, akik nézeteltéréseik miatt külön hajón utaztak, előbb májusban bizánci hajók támadták meg, akik foglyul akarták ejteni mindkettőjüket. Bár szerencsésen elmenekültek, de a rákövetkező viharos időben Eleonóra hajója elszakadt a flottától, messze délre sodródott és Észak-Afrika partjainál kötött ki, két hónapig semmilyen hírt nem kapott férjéről. Ekkor, június közepe felé, nagy nehezen elérte a szicíliai Palermo kikötőjét, ahol értesült arról, hogy férjével együtt halottnak hitték. Roger szicíliai normann király befogadta, amíg Lajos el nem érte Calabriát, ahol Eleonóra is csatlakozott hozzá. Együtt keresték fel Jenő pápát Tusculumban, mivel annak pár hónappal korábban egy római felkelés miatt menekülnie kellett.
III. Jenő azonban, Eleonóra kérése ellenére, nem bontotta fel házasságát: igyekezett kibékíteni őket és kijelentette, hogy a házasság jogilag érvényes és semmilyen indokkal nem lehet felbontani. Végül Eleonóra arra kényszerült, hogy Lajossal háljon egy, a pápa által külön erre a célra tervezett ágyban. Így született meg a király pár második gyermeke, Aliz. A lánygyermek születése végül a házasság felbontásához vezetett: a fiúörökös nélküli Lajos, akinek támogatói gyűlölték feleségét, aki el akart válni tőle, kénytelen volt beadni a derekát. 1152. március 11-én a beaugency-i királyi kastélyban találkoztak a felek képviselői Sensi Hugó, Franciaország érseke elnökletével. Március 21-én a négy jelenlévő főpap, a pápa beleegyezésével, semmisnek nyilvánította a házasságot, mivel a házastársak közeli vérrokonságban álltak egymással (Eleonóra és Lajos harmadfokú unokatestvérek voltak közös ősük, II. Róbert francia király révén). A pár gyermekeit törvényesnek nyilvánították és gyámjuk Lajos lett, aki beleegyezett abba, hogy Eleonóra visszakapja örökölt birtokait.

### Házasság II. Henrik angol királlyal

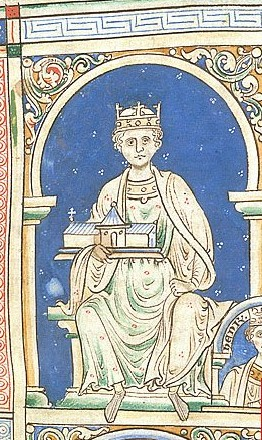
II. Henrik angol király

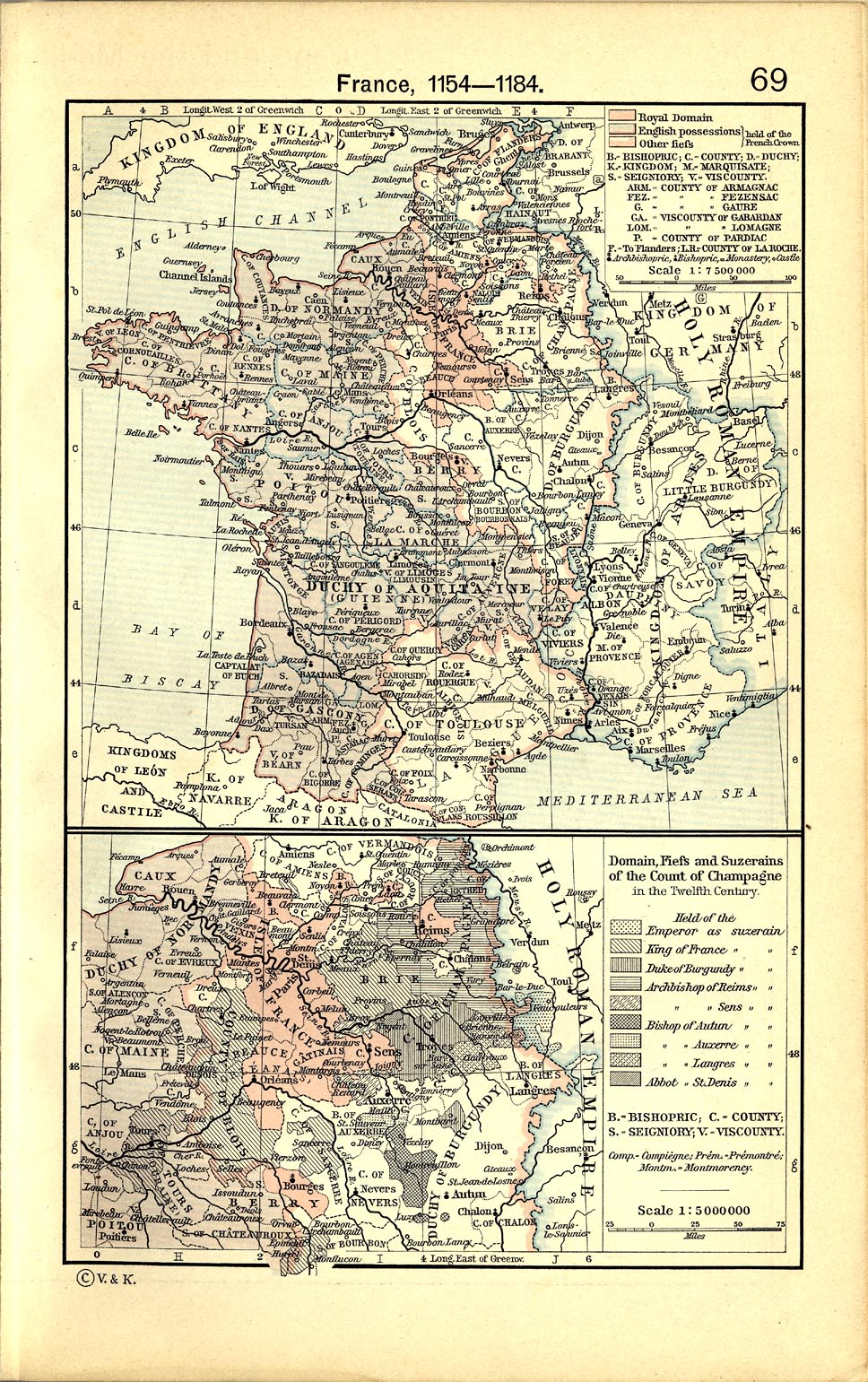
Henrik és Eleonóra házassága hatalmas birtokokat egyesített az angol királyok uralma alatt

Útban hazafelé Eleonórát két nagyúr, V. Theobald, Blois grófja és VI. Geoffrey, Anjou grófja (utóbbi Henrik normandiai herceg öccse) is megpróbálta elrabolni, hogy házasságra kényszerítsék. Amint Eleonóra épségben elérte Poitiers-t, követeket küldött Henrik normandiai hercegnek, hogy rögvest jöjjön és vegye feleségül. A házasságra végül hat héttel az előző felbontása után, 1152. május 18-án, pünkösdvasárnap került sor, a „házasulandókat megillető pompa és ceremónia mellőzésével”. Eleonóra majd 11 évvel volt idősebb, mint Henrik és sokkal közelebbi vérrokonságban álltak, mint Lajossal: közös ősük Anjou Ermengarde, I. Róbert burgundi herceg felesége volt. Pontosan emiatt nem került sor Henrik és Eleonóra lánya, Mária között a tervezett házasságra és Eleonóra egyik (állítólagos) szeretője éppen Henrik apja, V. Geoffrey anjou-i gróf volt.
Ennek ellenére az elkövetkező tizenhárom évben Eleonóra öt fiút és három lányt szült Henriknek, aki egyáltalán nem volt hűséges feleségéhez: Vilmos fiuk és Henrik törvénytelen fia, Geoffrey, csak pár hónapos eltéréssel születtek. A jelek szerint Eleonóra inkább praktikusan viszonyult Henrik kicsapongásához: egyik törvénytelen gyereke a királyné felügyelete alatt, a westminsteri palota udvarában nevelkedett.
Röviddel a házasságkötés után, 1153 januárjában Henrik ismét partra szállt Angliában (az első, 1147-ben sikertelen volt) 3000 gyalogos és 140 lovag élén. Egy kis falusi templomba tért be, ahol a helyiek éppen a háromkirályok érkezését ünnepelték és állítólag így kiáltottak fel:„Ecce advenit dominator Dominus, et regnum in manu ejus” – „Ím jő az Úr és kezében a királyság!”
Henrik ügyesen manőverezett és a Wallingfordi szerződésben arra kényszerítette István angol királyt, hogy elismerje örökösének. 1154. október 25-én, István halála után II. Henrik néven foglalta el az angol trónt és 1154. december 19-én koronázták meg a Westminster Apátságban, Aquitánia nemesei azonban nem akarták Henriket elismerni legfőbb uruknak, Toulose visszafoglalása (amely Eleonóra öröksége volt) sem ment egyszerűen. Henrik fiukat Lajos második házasságából származó lányához, Margithoz adták férjül. 1166-ban, amikor megszületett Henrik és Eleonóra utolsó gyermeke, a pár elhidegült egymástól. 1167-ben lányuk, Matilda feleségül ment III. Oroszlán Henrik szász herceghez, és lánya távozása után Eleonóra minden ingóságával együtt saját városába, Poitiers-be távozott. Henrik nem állította meg, sőt seregével együtt díszkíséretet biztosított neki, majd rögtön utána megtámadtak egy kastélyt, ami a lázadó Lusignan családhoz tartozott. Henrik Aquitánia kormányzását egyik helyi bizalmasára, Patrick grófra hagyta. Patrick nemsokára egy összecsapásban elhunyt, így Eleonóra saját maga uralhatta birtokait.

### Lázadás és fogság
1170. december 29-én Henrik lovagjai a canterburyi katedrálisban megölték Becket Tamás érseket, a király régi barátját és jelenlegi ellenségét. 1173 márciusában Henrik fiuk, aki apja örökségét akarta elfoglalni, felkelést indított és Párizsba, Lajoshoz menekült. Innen titokban Aquitániába utazott, és ott felbujtotta két testvérét, Richárdot és Geoffreyt, hogy csatlakozzanak hozzá. Eleonóra nyíltan támogatta a lázadókat, és Párizsba küldte őket, hogy megszerezzék Lajos támogatását apjuk ellen, Eleonóra pedig Dél-Franciaország nemes urait lázította. Valamikor március és május között Eleonóra elindult Párizsba, de útközben elfogták és a király elé vitték, aki börtönbe záratta. 1174. július 8-án Henrik király hajón visszatért Angliába, és magával vitte Eleonórát, Angliában pedig a Winshester kastélyba záratta. A következő 16 évet, 1173 és 1189 között fogságban töltötte, bár időnként, például karácsonyra, kiengedték. A fogságban alig találkozott fiaival, így elhidegült közöttük a kapcsolat.
1183-ban ifjabbik Henrik ismét felkelést indított apja ellen, mivel az megtagadta tőle Normandia hercegségét. Bátyja, Geoffrey és II. Fülöp Ágost francia király támogatásával Limoges városában próbálta apját csapdába csalni, de nem járt sikerrel. Menekülés közben fertőzést kapott, és 1183. június 11-én meghalt. Halála után Fülöp Ágost kijelentette, hogy bizonyos birtokok Normandiában ifjabb Henrik özvegyére és Eleonóra lányára, Margitra szálltak és magának követelte azokat. Henrik király viszont azon a véleményen volt, hogy azok Eleonóra birtokába szálltak vissza, és hogy támogatását megszerezze, 1183 nyarán Normandiába rendelte Eleonórát, aki ezután már nagyobb szabadságot élvezett. 1184-ben visszatért Angliába, és az elkövetkező években többször is együtt utaztak, de Eleonóra mindig felügyelet alatt volt.

### Anglia régense

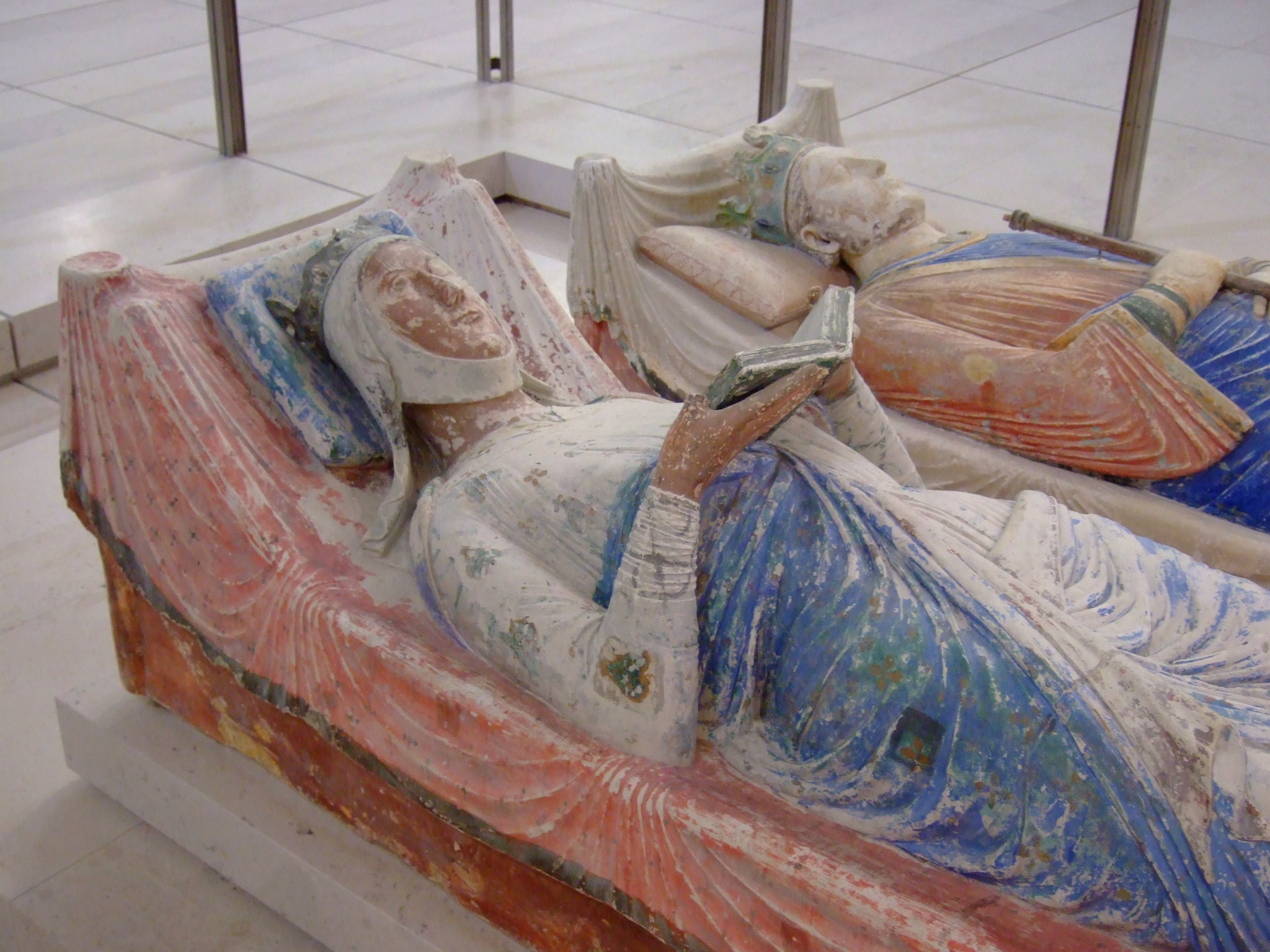
Eleonóra és II. Henrik síremléke Fontevrault-ban

Henrik király 1189. július 6-án halt meg, egy párbajban szerzett sebesülései következtében. Utóda Richárd volt, aki azonnal követeket küldött Angliába, hogy anyját szabadon engedjék. Eleonóra ekkor Londonba utazott, és a Westminsterben Anglia legfőbb nemesei hűségesküt tettek neki. Richárd nevében Anglia régense volt, és okleveleit úgy írta alá, hogy „Eleonóra, Isten kegyelméből Anglia királynője”. 1189. augusztus 13-án Richárd is megérkezett, ahol nagy lelkesedéssel várták. Eleonóra továbbra is megtartotta régensi tisztjét, amíg Richárd a harmadik keresztes hadjáraton vett részt. Eleonóra személyesen utazott Németországba, hogy váltságdíjáról tárgyaljon, amikor a Szentföldről visszafelé Richárdot foglyul ejtették.
Eleonóra túlélte Richárdot, aki anyja karjában halt meg 1199. április 6-án és megérte, hogy legfiatalabb fia, János foglalja el az angol trónt. 1199-ben János és Fülöp Ágost megegyeztek, hogy a francia király 12 éves fia, Lajos feleségül veszi Jánosnak a kasztíliai királyi családból származó unokahúgát. János ekkor Eleonórát bízta meg azzal, hogy utazzon Kasztíliába és válasszon egyet a házasságra érett hercegnők közül. Az ekkor 77 éves Eleonóra elindult Poitiers-ból és a Pireneusokon átkelve 1200 januárjában érkezett Toledoba. VIII. Alfonz kasztíliai királynak és Leonóra királynőnek csak két, eladósorban lévő lánya volt: Urraca és Blanche (Blanka). Eleonóra két hónapig maradt a kasztíliai udvarban és végül Blankát választotta, akivel 1200 márciusában indultak vissza. Húsvétkor megálltak Bordeaux városában pihenni, ahol a János szolgálatában álló zsoldoskapitány, Mercadier találkozott Eleonórával és felajánlotta kíséretét. Nem sokkal később azonban Mercadier-t egy rivális zsoldosvezér megbízásából meggyilkolták és Eleonóra már nem tudta folytatni útját Normandiába. Blankát Bordeaux érsekének gondjaira bízta és maga Fontevrault apátságába vonult vissza pihenni.
1202-ben háború tört ki János és Fülöp Ágost között, amelynek oka Eleonóra egyik unokája, Arthúr volt, aki a francia király hűbéresének vallotta magát és bejelentette igényét az angol trónra. Fülöp elismerte Arthúr igényét Bretagne, Anjou, Maine és Poitou grófságokra, utóbbit el is foglalták, mire János hadseregével átkelt a csatornán. Eleonóra megpróbálta megakadályozni Arthúr hódításait, de unokája ostrom alá vette Mirabeau kastélyában. János seregével délnek fordult, meglepte az ostromlókat és szétszórta seregüket. Arthur is fogságba esett és Falaise várában börtönözték be - 1203-ban nyoma veszett.
A kiszabadult Eleonóra visszavonult és apácafogadalmat tett. 1204. április 1-jén halt meg, Fontevrault apátságban második férje, Henrik és fia, Richárd mellé temették.

## Családja és leszármazottai
Első férjével, VII. Lajos francia királlyal kötött házasságából két gyermek született:
- Mária (1145-1198), I. Henrik champagne-i gróf felesége.
- Aliz (1151-1198), V. Theobald blois-i gróf felesége.

Második, Henrikkel kötött házasságából 5 fia és három lánya született:
- Vilmos (1153-1156), Poitiers grófja
- Henrik (1155-1183), az ifjabb, VII. Lajos francia király második házasságából származó lányát, Margitot vette feleségül.
- Matilda (1156-1189), férje Oroszlán Henrik sváb herceg.
- Richárd (1157-1199), az Oroszlánszívű, apja halála után Anglia királya. Felesége Navarrai Berengária.
- Geoffrey (1158-1186), II. Geoffrey néven Bretagne hercege, felesége Bretagne-i Konstancia.
- Leonóra (1162-1214), VIII. Alfonz kasztíliai király felesége
- Johanna (1165-1199), első férje II. Vilmos szicíliai király, második férje VI. Rajmund toulouse-i gróf
- János (1166-1216), a Földnélküli, Richárd halála után Anglia királya. Első felesége Gloucester-i Izabella, második felesége Angoulême-i Izabella.

## Lásd még
- Az Eleonóra váza Archiválva 2008. május 10-i dátummal a Wayback Machine-ben

## Életrajzi művek
- Eleanor of Aquitaine: Lord and Lady, John Carmi Parsons & Bonnie Wheeler (2002)
- Queen Eleanor: Independent Spirit of the Medieval World, Polly Schover Brooks (1983) (for young readers)
- Eleanor of Aquitaine: A Biography, Marion Meade (1977)
- Eleanor of Aquitaine and the Four Kings, Amy Kelly (1950)
- Eleanor of Aquitaine: The Mother Queen, Desmond Seward (1978)
- Eleanor of Aquitaine: A Life, Alison Weir (1999)
- Le lit d'Aliénor, Mireille Calmel (2001)
- "The Royal Diaries, Eleanor Crown Jewel of Aquitaine", Kristiana Gregory (2002)
- Women of the Twelfth Century, Volume 1 : Eleanor of Aquitaine and Six Others, Georges Duby
- A Proud Taste For Scarlet and Miniver, E. L. Konigsburg
- The Book of Eleanor: A Novel of Eleanor of Aquitaine, Pamela Kaufman (2002)
- The Courts of Love, Jean Plaidy (1987)
- Power of a Woman. Memoirs of a turbulent life: Eleanor of Aquitaine, Robert Fripp (2006)